# Chapareia
Chapareia is een kevergeslacht uit de familie van de boktorren (Cerambycidae). De wetenschappelijke naam van het geslacht werd voor het eerst geldig gepubliceerd in 1950 door Lane.

## Soorten
Chapareia is monotypisch en omvat slechts de volgende soort:
- Chapareia pinima Lane, 1950